# Удзунгва-Маунтінз (національний парк)
Національний парк Удзунгва-Маунтінз (англ. Udzungwa Mountains National Park) — національний парк Танзанії, розташований в центрі країни..

## Фізико-географічна характеристика

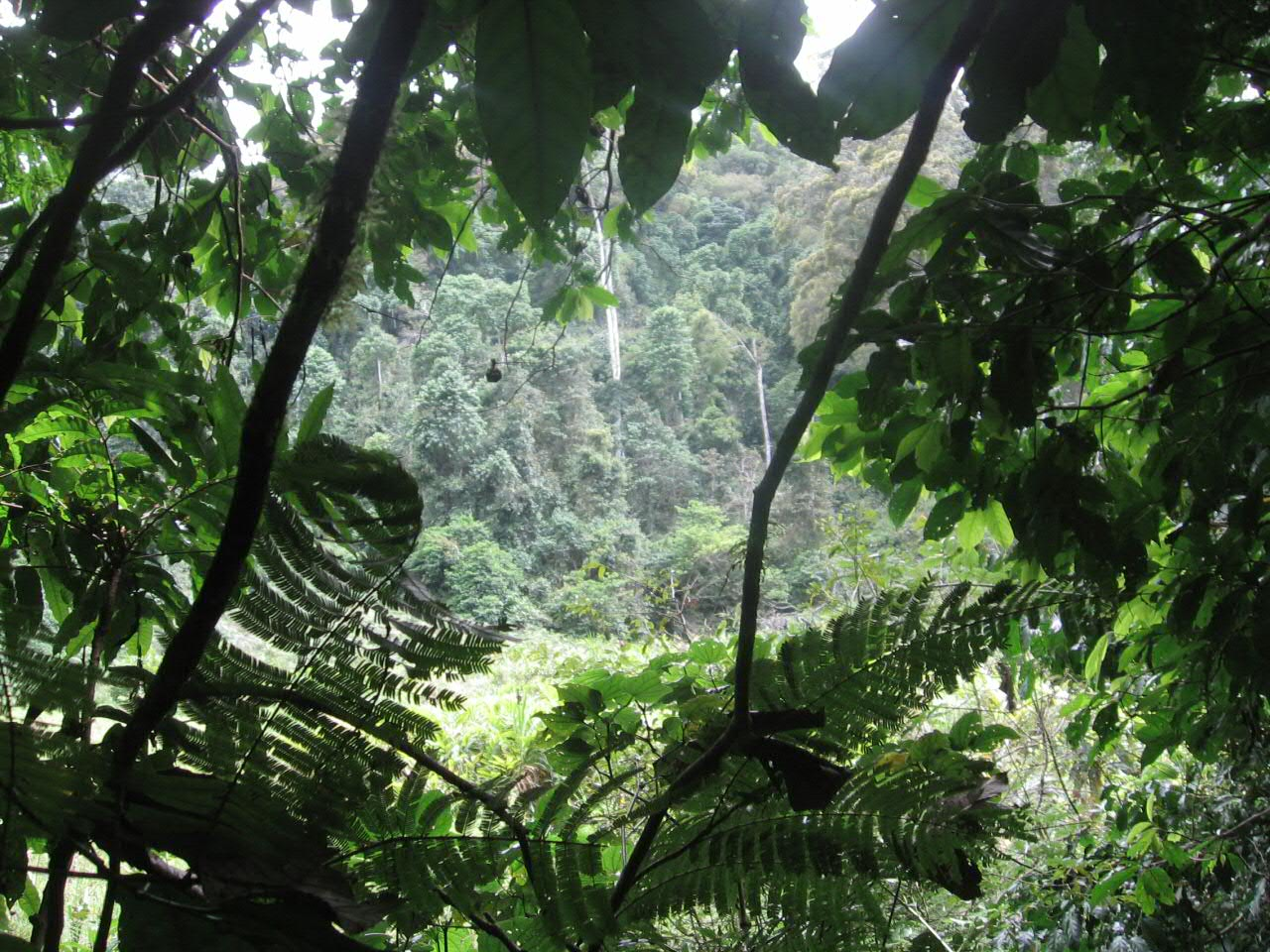

Парк розташований за 350 км на захід від Дар-ес-Салама, неподалік від мисливського резервату Селус. За 65 км на південний захід розташований національний парк Мікумі, який часто відвідують разом з парком Удзунгва-Маунтінз. Адміністративно парк знаходиться на території областей Іринга і Морогоро.
Гори Удзунгва, на яких розташований парк, є найбільшими в гірській системі Східного рифту, який є частиною Східно-Африканської зони розломів. Парк розташований на висоті від 250 до 2576 метрів над рівнем моря. Найвища точка парку — Лохомеро (англ.  Lohomero).
Дощі можуть піти в будь-який час, сухим сезоном вважається час з червня по жовтень.
По парку прокладено п'ять пішохідних маршрутів різної складності. Улюбленим місцем для туристів є водоспад Сандже (англ.  Sanje Waterfall) заввишки 170 метрів. Доріг немає.

## Флора і фауна

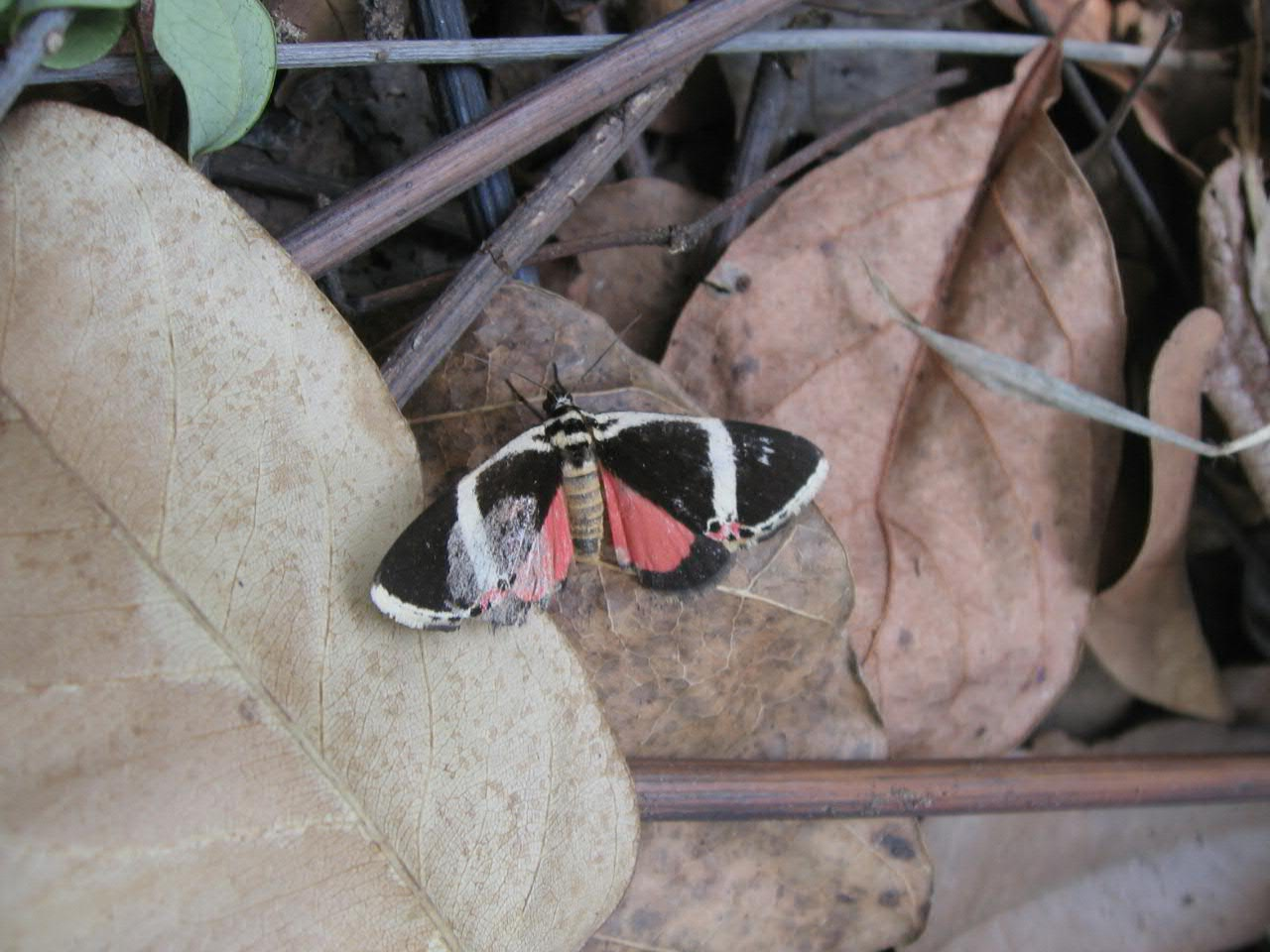

Парк відрізняється великим біорізноманіттям. Через високий рівень ендемізму його іноді називають «Галапагоськими островами Африки». Суцільна смуга лісів в парку проходить з висоти 500 до 2000 метрів. Висота дерев сягає 30 метрів. В основному вони покриті мохами, лишайниками і грибами.
У парку водиться понад 400 видів птахів, багатьом з яких загрожує небезпека зникнення. Ряд птахів є ендеміками Східного рифту, а чотири види можна зустріти тільки в горах Удзунгва. Серед них Xenoperdix udzungwensis, сімейства фазанових, виявлений в 1991 році, який має більшу схожість з птахами Азії, ніж Африки.
У парку часто можна зустріти карликових зелених мавп Chlorocebus pygerythrus і антилоп Cephalophus spadix. Удзунга-Маунтінз є місцем проживання шести видів приматів, два з яких Procolobus gordonorum і Cercocebus galeritus виявлені в 1979 році і мешкають тільки тут.